# ایمپرس سی‌ام‌اس
ایمپرس سی‌اِم‌اِس یک سیستم پویا و شی گرا و آزاد است که با زبان پی‌اچ‌پی نوشته شده‌است.
ایمپرس سی‌ام‌اس از چند پایگاه داده پشتیبانی می‌کند،
استفاده از ایمپرس سی‌ام‌اس یک گزینه ایده‌آل برای ساختن سایت‌های پویای کوچک تا بزرگ بر مبانی کامیونیتی، سایت‌های شرکت‌ها، وب لاگ‌ها و مانند آن‌ها است.
ایمپرس سی‌ام‌اس تحت قانون کپی رایت قوانین جامع کپی رایت یاGNU General Public License که اختصاراً GPL نامیده می‌شود منتشر شده و استفاده از آن و دست بردن در کدهای آن مجانی و مجاز است؛ و می‌توان آن را دوباره منتشر کرد با شرط اینکه همچنان تحت قانون GPL منتشر شود.

## درباره
ایمپرس سی‌ام‌اس، سیستم مدیریت محتوایی است که توسط عوام توسعه می‌یابد. به کمک این ابزار نگهداری از محتوای سایت و انتشار آنها همانند نوشتن یک متن در برنامه word خواهد بود. ایمپرس سی‌ام‌اس ایده‌آل برای مجموعه بزرگی از کاربران اینترنتی می‌باشد: از سایت‌های تجاری تا عمومی و کاربران حرفه‌ای و کاربران تازه‌کاری که فقط یک سایت ساده برای خود با امکان وبلاگ نویسی آسان می‌خواهند. ایمپرس سی‌ام‌اس سیستم قدرتمندی می‌باشد که آن یاز واقعی شما را تحقق می‌بخشد و کاملاً نیز مجانی می‌باشد.

## امکانات اصلی
استفاده از پایگاه داده
ایمپرس سی‌ام‌اس از یک پایگاه داده جهت ذخیره اطلاعات شما استفاده می‌کند. در حال حاضر پایگاه داده مورد استفاده MySQL می‌باشد، بزودی امکان استفاده از پایگاه داده DBMSنیز میسر خواهد شد.

## استفاده کاملاً بهینه از ماژول‌ها
محتوای وبسایت می‌توانند توسط ماژول‌ها و ابزارهای اینترنتی مدیریت شوند. تنها کار لازم، نصب کردن ماژول مورد نیازتان می‌باشد: ماژولی برای اخبار، انجمن‌های گفتگو، مقالات، آلبوم تصاویر، و …، شما انتخاب‌های بسیاری را در این مورد دارید.

## مدیریت کاربری
ثبت نام کاربران به روش انتخابی شما: قابلیت سند دهی به کاربران عضو شده توسط سیستم اصلی ایمرس سی‌ام‌اس یا با استفاده از سیستمLDAP.
امنیت: بستن IP، بستن دسترسی به محتوا برای گروه‌ها خاص، امکانات امنیتی برای backend به منظور جلوگیری از دستکاری در پایگاه داده، نشانه گذاری امنیتی در سیستم برای زمان اعتبار و امنیت فرم‌ها و …
شخصی‌سازی: کاربران عضو می‌توانند پروفایل خود را ویراش کنند، قالب‌های دلخواه خود را انتخاب کنند و آواتارهای دلخواه خود را آپلود کنند، علاو بر تمام این‌ها شما امکانات بسیار دیگری را نیز درار هستید!
تطبیق پذیری دسترسی گروه‌ها: امکان بسیار قدرتمند و کاربر پسند گروه‌بندی و ساختن گروه‌های کاربری توسط مدیران سایت.

## پشتیبانی شده به صورت جهانی
ایمپرس سی‌ام‌اس توسط یک تیم سخت کوش از تمامی نقاط جهان ساخته شده و توسعه می‌یابد. به همین منظور سایت‌های پشتیبانی برای زبان‌های غیر انگلیسی برای کاربران با زبان‌های گوناگون ایجاد شده‌اند.

## پشتیبانی از زبان‌های چند بایتی
پشتیبانی کامل از زبان‌های چند بایت مانند: فارسی، ژاپنی، چینی باستانی و ساده شده، کره‌ای و غیره.